# Брэн, Джимми
Джимми Брэн (фр. Jimmy Brun; род. 11 августа 1993) — французский гандболист, выступает за французский клуб ГК Ним.

## Игровая карьера
Джимми Брэн начал выступать в французском клубе Ним с 2011 года. Брэн стал игроком основного состава с сезона 2015/16.

## Статистика
Клубная статистика Джимми Брэн.
Статистика Джимми Брэна сезона 2017/18 указана на 22.5.2018
| Сезон        | Клуб      | Лига              | Матчи | Голы | 7-метр | Голы |
| ------------ | --------- | ----------------- | ----- | ---- | ------ | ---- |
| 2011-12      | ГК Ним    | LNH division 1    | 7     | 1    | 0      | 1    |
| 2013/14      | ГК Ним    | LNH division 1    | 5     | 11   | 2      | 9    |
| 2014/15      | ГК Ним    | LNH division 1    | 3     | 1    | 0      | 1    |
| 2015/16      | ГК Ним    | LNH division 1    | 18    | 18   | 0      | 18   |
| 2016/17      | ГК Ним    | LNH division 1    | 18    | 22   | 2      | 20   |
| 2017/18      | ГК Истрес | LNH division 2    | 5     | 0    | 0      | 0    |
| 2011-по н.в. | Итого     | Чемпионат Франции | 51    | 53   | 4      | 49   |